# اللجنة الوطنية لمسلمي الفلبين
اللجنة الوطنية لمسلمي الفلبين NCMF (بالإنجليزية: National Commission on Muslim Filipinos) هي وكالة حكومية في الفلبين هدفها تعزيز حقوق الفلبينيين المسلمين وجعلهم مشاركين نشطين في بناء الدولة الفلبينية.
اللجنة الوطنية لمسلمي الفلبين الآن تحت إشراف سكرتير مجلس الوزراء، بناءً على الأمر التنفيذي رقم 1 الصادر عن الرئيس ررودريغو دوتيرتي في 4 يوليو 2016. في 31 أكتوبر 2018، تم نقل اللجنة، من خلال الأمر التنفيذي رقم 67، إلى وزارة الداخلية والحكم المحلي، مع اللجنة الوطنية للشباب واللجنة الفلبينية للمرأة، كجزء من إعادة تنظيم مكتب سكرتير مجلس الوزراء.

## برامج التنمية الرئيسية
يتابع الصندوق القومي للبرامج الوطنية للتنمية برامج التنمية الرئيسية التالية:
- تعزيز وتطوير الشؤون الاقتصادية الإسلامية.
- الترويج للثقافة والمؤسسات الإسلامية وتطويرها
- تعزيز وتطوير المستوطنات الإسلامية
- التنسيق مع الدول الإسلامية الأخرى
- التنسيق والإشراف على إدارة الحج.
- الدعم المؤسسي لمسابقات قراءة القرأن
- دعم تنفيذ مشروع الشريعة
- دعم تعليم المدارس الإسلامية
- تنفيذ برامج التنمية الاجتماعية والاقتصادية والثقافية
- دعم برامج الخدمات.